# Sophonia arcuata
Sophonia arcuata är en insektsart som beskrevs av Chen och Li 1998. Sophonia arcuata ingår i släktet Sophonia och familjen dvärgstritar. Inga underarter finns listade i Catalogue of Life.